# Veloce Foot-Ball Club
Il Veloce Foot-Ball Club, comunemente indicato come Veloce Taranto, è stata una società di calcio italiana della città di Taranto, esistita dal 1920 al 1924, anno in cui si è fusa, assieme ad altri tre club concittadini nell'Unione Sportiva Tarantina.
Conta una partecipazione alla fase preliminare regionale della Prima Divisione, all'epoca il massimo livello calcistico.

## Storia
Fondato nel 1920 nella città di Taranto, il Veloce Foot-Ball Club ha partecipato alla Prima Divisione nella stagione 1921-1922, e nel 1922-1923 alla Seconda Divisione dopo esservi retrocesso. Nella stagione successiva (1923-1924) non s'iscrive ad alcun campionato, e nel 1924 si unisce con le concittadine Società Sportiva Enotria, Foot-Ball Club Garibaldino e Libertas, nell'Unione Sportiva Tarantina, che parteciperà alla Prima Divisione 1924-1925 usufruendo del titolo sportivo dell'Enotria.

## Colori
Il colore sociale del Veloce F.B.C. era il celestino. Nell'infobox in alto a destra, è riprodotta l'uniforme velociana illustrata dal Fontanelli nel suo testo I colori del Calcio.

## Statistiche e record

### Partecipazione ai campionati
La compagine partecipò al girone pugliese di Prima Divisione 1921-1922, massimo livello per le formazioni pugliesi di allora, non qualificandosi alla fase nazionale, e per una stagione al campionato regionale di Seconda Divisione, organizzato dalla Lega Sud dal 1922 al 1926.